# Programa ADO
El Programa ADO (también llamado Plan ADO) es realizado por la institución española Asociación Deportes Olímpicos (ADO) para apoyar el desarrollo y promoción de los deportistas nacionales de alto rendimiento a nivel olímpico. Se constituyó el 23 de diciembre de 1987 con el objetivo de brindar a los deportistas españoles de élite los medios y recursos necesarios para lograr un buen resultado de cara a los Juegos Olímpicos de Barcelona 1992.
El éxito de este programa desde su implantación en 1988 ha sido enorme: las medallas obtenidas por deportistas españoles hasta Seúl 1988 (16 juegos de verano y 12 de invierno) sumaban en total 27, de las cuales sólo 6 eran de oro. A partir de esa fecha, los logros nacionales en los JJ. OO. se han cuatriplicado en cuanto al número de medallas —123 en total con 39 de oro— en tan sólo 14 ediciones (hasta Río de Janeiro 2016 son 7 de verano y 7 de invierno); además de numerosas medallas en campeonatos mundiales y europeos.
Desde 2004 existe paralelamente el Programa ADOP que da apoyo a los deportistas con discapacidad en su preparación para los Juegos Paralímpicos. Por otra parte, algunos países de América Latina han mostrado interés por este programa; Chile ha implementado en 2006 su programa propio, basado en el modelo español.

## Alcance
El Programa da apoyo a los deportistas con buenos resultados en las competiciones internacionales y que estén en disposición de participar en los Juegos Olímpicos precedentes. Estas ayudas son de tres clases:
1. Las becas a deportistas con opciones de conseguir buenos resultados olímpicos con el fin de que cuenten con los medios financieros y de preparación suficientes y adecuados para una correcta y prioritaria preparación olímpica.
2. Los incentivos a los técnicos responsables de la preparación de los deportistas. En este inciso se cuentan los entrenadores personales, que reciben una beca similar a la del deportista en un porcentaje determinado, así como todas las personas que tienen una responsabilidad directa en la preparación de los deportistas.
3. Los Planes Especiales, destinados a complementar la preparación de los deportistas contemplados en el programa. Estos planes son coordinados con las federaciones deportivas correspondientes y brindan apoyo para las siguientes actividades: adquisición de material específico, promoción del deporte femenino, contratación de técnicos, concentraciones permanentes o puntuales, asistencia a competiciones, programas de investigación tecnológica, seguimiento internacional de rivales, control y apoyo psicológico, biomédico y de recuperación, entre otros.

## Becas
ADO otorga una beca anual a los mejores atletas de aquellos deportes contemplados en el programa olímpico vigente. Se distinguen tres grupos de modalidades deportivas:
- Grupo I: pruebas de deportistas individuales, de relevos (natación y atletismo) y de equipos de hasta 4 componentes (dobles de bádminton, dobles de tenis de mesa, dúo de sincronizada, persecución por equipos en ciclismo de pista, etc.).
- Grupo II: pruebas de equipos de participación simultánea de más de 4 deportistas (equipo de sincronizada, conjunto de gimnasia rítmica y remo a 8).
- Grupo III: pruebas de equipos colectivos (baloncesto, balonmano, fútbol, hockey sobre hielo, hockey sobre hierba, voleibol y waterpolo).

En la actualidad hay 6 tipos diferentes de becas para los deportistas que forman parte de l programa. Su monto depende de dos factores: el grupo al que pertenece la modalidad deportiva del atleta y los resultados del año anterior en las competición internacional respectivas (Juegos Olímpicos o campeonatos del Mundo o de Europa). ADO publica anualmente una serie de listados con la cantidad monetaria correspondiente para cada caso. Así, un deportista que se corona campeón del Mundo en el año anterior, recibirá una beca mayor que otro deportista que haya quedado en la tercera posición, o que otro que haya sido campeón de Europa.
Los seis tipos de becas incluidas en el ciclo de Londres 2012 son:
- Becas Medallistas (M): para los medallistas (de oro, M1; plata, M2 o bronce, M3) de los Juegos Olímpicos o campeonatos del Mundo.
- Becas Diplomas (D): para los que hayan obtenido un diploma (del 4o al 8o puesto) en los Juegos Olímpicos o campeonatos del Mundo, o para los que hayan obtenido una de las mejores seis plazas en campeonatos de Europa.
- Becas Ranking (R): para los deportistas que estén entre los diez mejores clasificados en el ranking mundial oficial de atletismo o de natación y que no reciban ninguna de las dos becas anteriores.
- Becas B: para deportistas del grupo I y II que se clasificaron entre los puestos 9.º a 12.º de los Juegos Olímpicos anteriores o para deportistas que no hayan podido alcanzar un resultado entre los 8 mejores del campeonato del Mundo o entre los 6 mejores del Europeo posteriores.
- Becas C: para deportistas que no reciban ninguna de las becas anteriores, pero que hayan obtenido la clasificación olímpica.
- Becas E: es una beca especial que se otorga a deportistas que no hayan alcanzado ninguno de los criterios anteriores, pero que resulten interesantes para el Programa.

Las becas M y D son acumulables entre sí bajo diferentes porcentajes, establecidos por el propio Programa.
En el caso del grupo III, los deportes de equipos colectivos, el monto total de la beca lo reciben las respectivas federaciones deportivas, quienes se encargan de fijar qué deportistas obtienen la ayuda y en qué cantidad.

## Ciclos
Este programa está regido por los ciclos olímpicos (el período de cuatro años que hay entre dos Juegos Olímpicos de verano), es decir, es un programa cuatrienal.
- 1.º ciclo: de Seúl 1988 a Barcelona 1992
- 2.º ciclo: de Barcelona 1992 a Atlanta 1996
- 3.º ciclo: de Atlanta 1996 a Sídney 2000
- 4.º ciclo: de Sídney 2000 a Atenas 2004
- 5.º ciclo: de Atenas 2004 a Pekín 2008
- 6.º ciclo: de Pekín 2008 a Londres 2012
- 7.º ciclo: de Londres 2012 a Río de Janeiro 2016
- 8.º ciclo: de Río de Janeiro 2016 a Tokio 2020
- 9.º ciclo: de Tokio 2020 a París 2024

## Deportistas becados
En el año 2010, 370 atletas (191 hombres y 179 mujeres) de 26 deportes olímpicos diferentes se beneficiaban de una beca del programa ADO. La distribución por deporte se muestra en la tabla siguiente:
| Deporte             | Federación deportiva | Hombres | Mujeres | Total |
| ------------------- | -------------------- | ------- | ------- | ----- |
| Atletismo           | RFEA                 | 22      | 15      | 37    |
| Bádminton           | FESBA                | 1       | –       | 1     |
| Baloncesto          | FEB                  | 12      | 12      | 24    |
| Balonmano           | RFEBM                | 15      | 15      | 30    |
| Boxeo               | FEB                  | 1       | –       | 1     |
| Ciclismo            | RFEC                 | 13      | 3       | 16    |
| Deportes de hielo*  | FEDH                 | 2       | 1       | 3     |
| Deportes de nieve** | RFEDI                | 7       | 7       | 14    |
| Esgrima             | RFEE                 | 8       | 4       | 12    |
| Fútbol              | RFEF                 | –       | 18      | 18    |
| Gimnasia            | RFEG                 | 6       | 15      | 21    |
| Halterofilia        | FEH                  | 5       | 1       | 6     |
| Hockey sobre hierba | RFEH                 | 16      | 16      | 32    |
| Judo                | RFEJ                 | 5       | 7       | 12    |
| Lucha               | FEL                  | 1       | 4       | 5     |
| Natación            | RFEN                 | 21      | 32      | 53    |
| Pentatlón moderno   | FEPM                 | 1       | –       | 1     |
| Piragüismo          | RFEP                 | 13      | 8       | 21    |
| Remo                | FER                  | 9       | 2       | 11    |
| Taekwondo           | FET                  | 3       | 4       | 7     |
| Tenis de mesa       | RFETM                | 1       | 4       | 5     |
| Tiro con arco       | FETA                 | 3       | –       | 3     |
| Tiro deportivo      | RFETO                | 6       | 2       | 8     |
| Triatlón            | FETRI                | 4       | 2       | 6     |
| Vela                | RFEV                 | 12      | 7       | 19    |
| Vóley playa         | RFEVB                | 4       | –       | 4     |

- Fuente: Estadísticas del CSD, 2010.
- (*) - Patinaje artístico, patinaje Patinaje de velocidad, bobsleigh y skeleton.
- (**) - Biatlón, esquí acrobático, esquí alpino, esquí de fondo y snowboard.